# Altered States of America
Altered States of America è il terzo album degli Agoraphobic Nosebleed.
L'album contiene cento canzoni in meno di 20 minuti. Alla fine del 2008 l'album è stato ripubblicato con un secondo CD intitolato ANbRX II: DELTA 9, composto da remix dell'artista industrial hardcore DELTA 9.

## Tracce
| 1. Wonder Drug Wonderland – 1:45 2. Spreading the Dis-Ease – 0:56 3. Ark of Ecoterrorism – 0:13 4. Living Lolita Fellatio – 0:12 5. Thawing Out – 0:15 6. Need for Better Body Armor – 0:09 7. Freeze Dried Cemetery – 0:20 8. Children Blown to Bits by the Busload – 0:12 9. Scoring in Heaven – 0:13 10. Fuck Your Soccer Jesus – 0:05 11. Guided Tour – 0:22 12. Honky Dong – 0:08 13. Famous Last Words – 0:18 14. Osaka Korova Milk Bar – 0:17 15. Drive-By Blowjob on a Bicycle – 0:12 16. Ten Pounds of Remains – 0:07 17. Utter Mental Retardation and Reversal of Man – 0:15 18. Neotropolis Euphoria – 0:08 19. Snitch Olympics – 0:16 20. Crawling out of the Cradle into the Casket – 0:15 21. Removing Locator Tooth – 0:06 22. Aum Shinrikyo – 0:04 23. The Protocols of the Elders of Zion – 0:04 24. The Tokyo Subway Gassing – 0:04 25. The Star of David – 0:04 26. Rape of Nanking in World War II – 0:05 27. Mahikari – 0:12 28. Micro-Tidal Wave – 0:04 29. Crop Dusting – 0:12 30. LSD as a Chemical Weapon – 0:14 31. Illegal Manufacture – 0:08 32. Drugging the Control Group – 0:10 33. Alice in La La Land – 0:04 34. Apocalypse as Mescaline Experience – 0:10 35. The Artificial Religious Experience – 0:06 36. The First Day of Sodom: Pussy Hair Prayer Rug – 0:05 37. The Second Day of Sodom: Distortion in Eden – 0:04 38. The Third Day of Sodom: Serpent of the Gay Pride Rainbow – 0:04 39. The Fourth Day of Sodom: Snaking Adam's Black Apple – 0:04 40. The Fifth Day of Sodom: Like a Cretin on Christmas Eve – 0:04 41. The Sixth Day of Sodom: Boston Hardcore Caligula – 0:05 42. The Seventh Day of Sodom: Fantasizing Hydrahead – 0:07 43. The Eighth Day of Sodom: Lamb of the Rotisserie God – 0:04 44. The Ninth Day of Sodom: Holiday Bowl Full of Asshole – 0:04 45. The Tenth Day of Sodom: Enter the House of Feasting – 0:05 46. The Eleventh Day of Sodom: Passing Blunts and Cunts at Relapse – 0:05 47. The Twelfth Day of Sodom: When Taking a Shit Feels Sexy – 0:07 48. Poland Springfield Acidbag – 0:19 49. Rectal Thermometer – 0:11 50. Lemonade and a Snickers Bar – 0:05 | 1. Cannabalistic Tendencies in Young Children – 0:08 2. Bombs With Butterfly Wings – 0:09 3. Watching a Clown Point a Gun at a Small Dog (reprise) – 0:16 4. Mosquito Holding Human Cattle Prod – 0:24 5. For Just Ten Cents a Day... – 0:25 6. Mental Change(s): Altered Consciousness – 0:06 7. Radical Modernism – 0:04 8. Human Enhancement – 0:04 9. Juxtaposed Impacts – 0:04 10. Unprecedented Experiment – 0:04 11. Transparent Enclosure – 0:09 12. Bong Hit Wonder – 0:08 13. Opening to Personals Ad by Richard Johnson – 0:14 14. Relapse Refusing U.N. Weapons Inspectors – 0:09 15. Neural Linguistic Programming – 0:12 16. The Fag vs. The Indian – 0:05 17. Black Metal Transvestite – 0:18 18. Debbie Does Dishes – 0:04 19. Marine Pornography (For Whale Cock Skateboards) – 0:18 20. Keeping a Clean Kennel – 0:04 21. Baby Mill pt. 1 (Born and Sold into Child Slavery) – 0:07 22. Firearms for All Faiths – 0:12 23. Domestic Solution – 0:04 24. Definition of Death – 0:39 25. Discolored – 0:10 26. Scott Hull on Intramuscular Steroids (instrumental) – 0:09 27. 4 Leeches (40,000 Leeches) – 0:55 28. Group Taking Acid as Considered Conspiracy Against the Government – 0:06 29. Small Room and a Six-Pack – 0:06 30. Deviant Arousal – 0:06 31. Unbound by Civilized Properties – 0:08 32. They All Burned! – 0:12 33. Shotgun Funeral – 0:04 34. Homophobic Assbleed – 0:05 35. Exacting Revenge on Pets – 0:08 36. Baby Mill pt. 2 (White Russian) – 0:07 37. Narcoterrorist Megalomaniac – 0:25 38. Releasing a Dove from a Ghetto Rooftop – 0:08 39. Bipartisan Buttfuck – 0:14 40. Bent over the Cross – 0:25 41. A Chance at Reprisal – 0:15 42. Altered Ego – 0:17 43. Pin the Tail on the Donkey – 0:21 44. Latter Day Mormon Ritual – 0:18 45. 5-Band Genetic Equalizer, pt. 3 – 0:21 46. Absurd Boast – 0:10 47. Burning Social Interest – 0:11 48. Whore Torn Vet – 0:10 49. Obi Wan Kaczynski – 0:12 50. Placing a Personal Memo on the Boss's Desk – 0:13 |

## ANbRX II: DELTA 9
1. Pounding Grandma's Sniz Rectal Anarchy – 0:05
2. ANb Suppository Rectal Anarchy – 0:11
3. DJ Rectal Anarchy – 1:41
4. Gratification Of The Asshole Rectal Anarchy – 0:11
5. Total Fucking Rectal Anarchy – 0:58
6. Delta 9 Rectal Anarchy – 1:11
7. In Rehab For Addiction to Rectal Anarchy – 0:19
8. Tossin' Dick Johnson's Salad Rectal Anarchy – 0:32
9. Anarchy In the A.S.O.A Rectal Anarchy – 1:02
10. Lenny Dee Butter Burger Rectal Anarchy – 1:10
11. Mouth Full After Mouth Full of Rectal Anarchy – 0:07
12. Twelve Days Of Rectal Anarchy – 0:23
13. From Enslavement to Rectal Anarchy – 0:48
14. ANb=Death Rectal Anarchy – 0:17
15. Invitation To Rectal Anarchy – 0:24
16. Your Bitch Is A Bitch Nigga Rectal Anarchy – 0:34
17. Liquid Acid Enema Rectal Anarchy – 1:19
18. Another Tortured Witness Of Rectal Anarchy – 1:34
19. Bad Earache Record Deal Rectal Anarchy – 1:12
20. Scream Bloody Gore Beyond Necropsy Rectal Anarchy – 0:17
21. Seventies Mondo Cinema Rectal Anarchy – 0:49
22. The Future Is Rectal Anarchy – 1:43
23. On the White House Lawn Rectal Anarchy – 1:15
24. Slamming Your Cock In A Casket Rectal Anarchy – 0:24
25. Population Control Is Rectal Anarchy – 0:49
26. Jumpin' Yourself In The Shower Rectal Anarchy – 0:57
27. Nutz In The Ass, Dick In The Pussy Rectal Anarchy – 0:48
28. Shut Down For Unlawful Sodomy Rectal Anarchy – 0:08

## Formazione
- Richard Johnson - voce
- Carl Schultz - voce
- J. Randall - voce, samples, elettronica
- Scott Hull - chitarra, programmazione batteria